# Guillermo Castillo Bustamante
Guillermo Castillo Bustamante (Caracas, 25 de junio de 1910 - 6 de octubre de 1974) fue un músico, compositor y pianista venezolano. Autor de más de trescientas composiciones, principalmente boleros, siendo el más conocido internacionalmente el bolero "ESCRIBEME", compuesto en la cárcel de Ciudad Bolívar, Venezuela, en 1953, prisión política. Cantada por numerosos intérpretes: Alfredo Sadel, Lucho Gatica, Javier Solis, Los Cuatro Hermanos Silva, Rosita Quintana, Ortíz Tirado, Roberto Yanez, Simón Díaz, entre muchos. Cuando no llegó una carta de la hija Inés, que era el contacto entre él, sus hijos y su esposa Inés Pacheco que estaba en otra cárcel, surgió el bolero que se convirtió en una especie de himno para los presos. En esa cárcel reparó un piano viejo que fue llevado por el Arzobispo de la ciudad Monseñor Juan José Bernal, allí compuso muchos temas que se hicieron populares.

## Biografía
Se inició en el piano a los tres años. Entre 1929 y 1933 vivió en Nueva York y trabajó de pianista en emisoras de radio. Cuando regresó al país se dedicó a la actividad musical de lleno, fue fundador de la Emisora "Sello Rojo" que luego se llamaría "Radiodifusora Venezuela". Fundó la primera orquesta moderna del país, la "Swing Time". Con motivo de su primera prisión y expulsión, en Cuba integró el "Septeto Habanero" en 1949. Luego en México formó parte de un proyecto de película de Don Rómulo Gallegos, pero el fallecimiento de Doña Teotiste de Gallegos paralizó todo.
Regresó a Venezuela y él y su esposa se incorporaron a la resistencia contra el general Marcos Pérez Jiménez. Ambos fueron detenidos. Ella pasó cuatro años presa y él seis. Fue enviado al campo de concentración de Isla Guasina en el Delta del Orinoco, sometido a trabajos forzados. Iba a ser fusilado junto a otros cuatro presos: Guido Acuña, Jesús Alberto Blanco, Ramón Lancini y Francisco Paco Esteller. Se salvaron porque el teniente que tenía la orden no la acató y los presos iniciaron protestas. De regreso a la democracia fue Director de la Televisora Nacional, Canal 5. Mantuvo programas radiales, dirigió coros y siguió componiendo. Ganó varios premios y reconocimientos en diversos festivales.